# アル・シャバーブ・アル・アラビークラブ
アル・シャバーブ・アル・アラビー・クラブ（アラビア語: نادي الشباب العربي、Al Shabab Al Arabi Club）は、アラブ首長国連邦のスポーツクラブ。本拠地はドバイ。1958年創設。サッカーのほか、バスケットボール、ハンドボール、バレーボールなどの部門も擁するが、本項ではサッカークラブについて記述する。
日本の報道ではアル・シャバブ・アル・アラビ、アル・シャバブ・ドバイと表記されることもある。
2017年にアル・シャバーブ、アル・アハリ・ドバイ、ドバイCSCの3クラブが合併し、シャバブ・アル・アハリ・ドバイとなった。

## タイトル

### 国内タイトル
- アラビアン・ガルフ・リーグ：3回
  - 1989-90, 1994-95, 2007-08

- UAEプレジデンツカップ：4回
  - 1980-81, 1989-90, 1993-94, 1996-97

- イッティサーラート・カップ：1回
  - 2011[2]

### 国際タイトル
- GCCチャンピオンズリーグ：3回
  - 1992, 2011, 2015

## 歴代所属選手
- ジャバド・カゼミヤン
- モハメド・カロン
- ラミーヌ・ディアッラ
- ミルジャラル・カシモフ
- ダビド・フェレイラ
- マルコス・アスンソン
- プリンス・タゴエ
- アリ・ダエイ
- ワリード・アッバース
- アジズベク・ハイダロフ
- カルロス・ビジャヌエバ
- ジョー